# Пузиревський Петро Степанович
Петро Степанович Пузиревський (нар. 1903, Російська імперія — пом. 19??, Українська РСР) — радянський український футболіст та тренер.

## Клубна кар'єра
У 1950 році виходив на футбольне поле у складі херсонського «Спартака».

## Кар'єра тренера
У 1946 році займав посаду начальника команди «Спартак» (Херсон). З 1947 по 1948 рік очолював херсонських «спартаківців». У 1953 році знову очолив «Спартак»